# 안드레아스 이삭손
안드레아스 이삭손(Andreas Isaksson, 1981년 10월 3일, 스웨덴 트렐레보리 ~ )은 스웨덴의 전 축구 선수로, 포지션은 골키퍼다.
현재 에레디비시의 PSV 에인트호번에서 활약 중인 이삭손은 2006년 FIFA 월드컵에 참가한 스웨덴 대표팀의 골키퍼 출신으로, 1999년에 트렐레보리에서 선수 생활을 시작하였다. 2006년 9월부터 2008년 7월까지 프리미어리그의 맨체스터 시티에 몸담아왔고, 2008년 8월, 에레디비시의 에인트호번으로 자리를 옮겼다. 2012년 7월 에인트호번의 골키퍼인 프셰미스와프 티톤에 밀려 터키 슈퍼리그에 카슴파샤 SK로 이적하였다.

## 수상

#### 클럽
유르고르덴:
- 알스벤스칸:

- 우승: 2002, 2003

- 스웨덴 컵:

- 우승: 2002

#### 개인
스웨덴 올해의 골키퍼: 2002, 2003, 2004, 2005

## 같이 보기
- A매치 100경기 이상 출전한 축구 선수 명단